# 衛藤ヒロユキ
衛藤 ヒロユキ（えとう ヒロユキ、本名：衛藤 浩幸、1月19日 - ）は、日本の漫画家。大分県竹田市出身。男性。血液型はO型。代表作に『魔法陣グルグル』、『がじぇっと』など。

## 経歴
大分県竹田市生まれ、大分市育ち。中学時代はロック少年で、大分県立大分上野丘高等学校時代に大島弓子の漫画に強い影響を受け、少女漫画、ファンタジー、オカルトなどにはまる。高校卒業後、武蔵野美術大学に進学（のちに中退）。漫画研究会に所属し、本格的に漫画を書き始める。1984年に創刊された漫画雑誌『季刊コミックアゲイン』内の新人漫画家発掘企画「アゲイン漫画スクール」のニューウエイブコースに投稿を始め、応募2作目の作品「時計屋の娘 SEKUNDEN ZEIGER GENT TICK TICK TICK」（ニノチカ・ひろゆき名義）が入賞し、翌1985年の2月冬季号（創刊3号）に掲載されてデビュー。5月冬季号（休刊号）でも「月猫郵便結社」が入賞し、再び掲載されている。
その後一旦漫画家を諦め、ブティック店員や輸入レコード店員などを経て、1988年頃から『ハイスコア』、『V version』、『ギターマガジン』などの雑誌でゲームライター、イラストレーターとして活動。1990年、『ゲームブックドラゴンクエストIV』のライターをしていた時に、『ドラゴンクエスト4コママンガ劇場』に引き抜かれる形で参加。独特の絵柄とギャグセンスで人気を博し、この頃から様々な雑誌でゲーム漫画を発表。
1992年に『ゲームプレイヤーコミックス』にて『FANTASY CPU Pico☆Pico』で初連載を得るが、4話で休刊。入れ違いで『月刊少年ガンガン』にて『魔法陣グルグル』の連載を開始（-2003年）。『ドラゴンクエスト4コママンガ劇場』時代からジュリアナ好きや自宅DJであることを公言。『グルグルランド』での機材公開など経て、1994年「衛藤ヒロユキ公認ファンクラブ」を設立。翌1996年から2000年までファンイベント「HUP(Happy UFO Party)」を年に1度開催したり、会報「ヒロヒロ(HIRO HIRO)」の発行、オリジナルグッズの販売などを行った。2004年7月に活動休止。2016年4月23日に、個人主催として16年ぶりとなるHUPを開催。
『魔法陣グルグル』が佳境に入った2002年に、『月刊コミックブレイド』にて『がじぇっと』の連載を開始（-2005年）。エニックス / マッグガーデンの分裂（エニックスお家騒動）以後に『月刊少年ガンガン』と『月刊コミックブレイド』の両方に連載を持った唯一の漫画家となる。2006年に『衛星ウサギテレビ』で月刊少年ガンガンに復帰（-2007年）。2008年からウェブマガジン『ガンガンONLINE』にて『魔法陣グルグル』のスピンオフ『舞勇伝キタキタ』を連載（-2012年）。『舞勇伝キタキタ』の連載終了の翌月より『魔法陣グルグル』の続編となる『魔法陣グルグル2』の連載を開始。

## 人物/作風
『ゲームプレイヤーコミックス』には創刊時から参加。一人だけオリジナル作品で連載を持っていた。1992年夏にさわやか企画の自主制作CD『Techno, Trance and Torment music #1』に「Terminator Automatic」という曲で参加している（衛藤の他に細江慎治、古代祐三などが参加）。
ファンイベントでDJプレイする時は「DJ NICK-Q」名義。初期はリアルな劇画調の絵柄だったが、1992年頃から頭身を低くした可愛らしい絵柄に変化した。絵のデザインを変えた理由は、4コママンガ劇場内のコメントによるとギャグ面を強調するためらしい。
「ドラゴンクエスト 4コママンガ劇場」執筆当時、ふんどしの言葉を使った作品を描いたところ編集に注意され没になるかと思ったが、ふんどしはやはり捨てがたいということで検討の結果OKになったというエピソードがある。映画『劇場版 魔法陣グルグル』の主題歌「金のトビラ」を自ら書き下ろしている（作詞・作曲）。
なお『鋼の錬金術師』や『アルスラーン戦記』で知られる荒川弘は1999年～2000年に彼のアシスタントであった。荒川は自作のファンブック等にて、衛藤に漫画のノウハウを多数享受されたと語っている。 
衛藤は2002年頃から作画にパソコンを本格的に導入している。
グルグルランドにて魔法陣グルグル連載時から奥様がおり、良きブレーンになっていると明かしている。
猫好きである。単行本の書き下ろしやグルグルランドなどで愛猫のエピソードが披露される。
漫画家になる前からヒップホップ、ハウス、テクノといったクラブミュージックに傾倒しており、前述の通り自らDJプレイもしている。『魔法陣グルグル』連載直前の時期にゲームデザインを担当した『フラグの国のアリス』（1992年）では、自ら作詞作曲した「ウサギのラップ」をテーマソングとして使用している。

## 漫画

### 連載
- FANTASY CPU Pico☆Pico（『ゲームプレイヤーコミックス』vol.4 - vol.7、1992年4月 - 10月）※休刊により未完
- 魔法陣グルグル（『月刊少年ガンガン』、1992年8月号 - 2003年9月号）
- Pico☆Pico（『月刊少年ギャグ王』、1994年5月号 - 1995年2月号・1996年10月号 - 1997年5月号）
- がじぇっと（『月刊コミックブレイド』、2002年7月号 - 2005年3月号）
- 衛星ウサギテレビ（『月刊少年ガンガン』、2006年6月号 - 2007年10月号）
- 舞勇伝キタキタ（『ガンガンONLINE』、2008年10月 - 2012年10月）
- 週刊わたしのキモいペット（携帯コミック各サイト）
- 魔法陣グルグル2（『ガンガンONLINE』、2012年11月 - 2025年7月17日[6]）

### 短編・読み切り
- 時計屋の娘 SEKUNDEN ZEIGER GENT TICK TICK TICK（『季刊コミックアゲイン』、1985年2月冬季号） ※ニノチカ・ひろゆき名義
- 月猫郵便結社（『季刊コミックアゲイン』、1985年5月春季号） ※ニノチカ・ひろゆき名義
- やつれたすがた（『ゲームプレイヤーコミックス』vol.1、1991年5月） ※ウィザードリィ4コマ漫画
- 善悪の彼岸（『ゲームプレイヤーコミックス』vol.1、1991年5月） ※ウィザードリィ漫画
- 大怪獣テトリス（『ゲームプレイヤーコミックス』vol.2、1991年9月） ※テトリス漫画
- おともはケダモノ（『ゲームプレイヤーコミックス』増刊ハドソン魔境、1992年1月）
- ハドソン大魔王（『ゲームプレイヤーコミックス』増刊ハドソン魔境、1992年1月）
- 市長ジョン・ハッチ 日本語吹き替え版[注 3]（『ゲームプレイヤーコミックス』vol.3、1992年2月） ※シムシティ漫画
- バレアリック （『コミックゼノン』vol.1、1992年6月号）
- てくのこ☆きゅんきゅん（『月刊少年ガンガン増刊 ガンガンWING』、1997年春季号）
- ムジナトラックス（『月刊少年ガンガン』、1999年7月号 - 9月号） - 前中後編
- ヒナタ町日誌 ムジナトラックス（『月刊少年ガンガン』、2000年3月号）
- まらぼほ（『月刊少年ガンガン増刊 ガンガンパワード』、2004年春季号）
- ハッピーロック（『月刊少年ガンガン』、2004年6月号-7月号）
- カマレロ（『増刊ヤングガンガン』vol.2、2007年11月）
- ハナウタヒメ（『増刊ヤングガンガン』vol.3、2008年5月）

### その他
- ドラゴンクエスト 4コママンガ劇場 (2) - (5)、 (7) - (9)（『月刊少年ガンガン』連載）
- ドラゴンクエスト 4コママンガ劇場 ガンガン編 (1)、 (2)、 (4)、 (5)（『月刊少年ガンガン』および『月刊少年ギャグ王』連載）
- スーパーマリオ 4コママンガ劇場 (4) （『月刊少年ガンガン』連載）
- スターオーシャン 4コママンガ劇場（『月刊少年ガンガン』掲載）

## ゲーム
- G（ゲー）線上のアリア（CD-ROMマガジン 『ULTRABOX 5号』、1991年9月） - インタラクティブ漫画
- フラグの国のアリス（CD-ROMマガジン 『ULTRABOX 6号』、1992年1月） - ゲームデザイン・音楽

## キャラクターデザイン
- Jirokids（2010年） - 両国のゆるキャラ

## 主なアシスタント
- 三上零 - 『魔法陣グルグル』初期-中期のチーフアシスタント。占い師。
- 荒川弘 - 1999年 - 2000年頃。

## 関連人物
- 衛藤英幸 - 実弟